# Corey Allen
Corey Allen (29 de junio de 1934 - 27 de junio de 2010) fue un director y actor cinematográfico y televisivo de nacionalidad estadounidense. Empezó su carrera como actor, aunque finalmente se hizo director televisivo. Es quizás más conocido por interpretar a Buzz Gunderson en la película de Nicholas Ray Rebelde sin causa (1955), siendo Allen el último superviviente del reparto del film.

## Biografía
Su verdadero nombre era Alan Cohen, y nació en Cleveland, Ohio. Tras mudarse su familia a California, estudió en la Universidad de California en Los Ángeles, donde se inició en la actuación, consiguiendo el título de Bachelor of Arts en 1954.
Allen consiguió la notoriedad interpretando al líder de una banda, Buzz Gunderson, en el film de Nicholas Ray de 1955 Rebelde sin causa, protagonizado por James Dean. En la película, durante una escena de lucha con cuchillos, Allen y Dean, seguidores de la técnica de actuación de El Método, usaron armas reales, resultando Dean herido por Allen.
Antes de esa interpretación, Allen había hecho algunos papeles menores en el cine, pudiendo ser visto en The Chapman Report, Darby's Rangers, Juvenile Jungle, Party Girl y Sweet Bird of Youth, además de en las series televisivas Bonanza, Dr. Kildare y Perry Mason.
En el área de Los Ángeles se involucró en diferentes proyectos teatrales, creando la compañía itinerante Freeway Circuit Inc. en 1959 y Actors Theater en 1965. También se dedicó a la enseñanza teatral, colaborando con The Actors Workshop.
Allen se dedicó a la dirección a partir de la década de 1960, trabajando en producciones televisivas como Hawaii Five-O, Hill Street Blues, Ironside, Mannix, Murder, She Wrote, La mujer policía, The Rockford Files, Star Trek: la nueva generación y The Streets of San Francisco. En 1984 ganó un Premio Emmy por la dirección de un episodio de Hill Street Blues.
Corey Allen falleció a causa de complicaciones de una enfermedad de Parkinson en 2010 en Hollywood, California, dos días antes de cumplir los 76 años. Fue enterrado en el Cementerio Hillside Memorial Park en Culver City, California.

## Filmografía

### Como director
- The Cosby Mysteries
- Star Trek: espacio profundo nueve
  - episodio The Maquis"
  - episodio Paradise"
  - episodio The Circle"
  - episodio Captive Pursuit"
- Star Trek: la nueva generación
  - episodio "Fin de la jornada"
  - episodio "The Game"
  - episodio "Final Mission"
  - episodio «Encuentro en Farpoint»
- See the Man Run (1971)
- Cannon
- The Erotic Adventures of Pinocchio (1971)
- El Gran Chaparral
  - episodio A Good Sound Profit
- Mannix
  - episodio Time Out of Mind
  - episodio The Sound of Darkness
- The New People
- Then Came Bronson
- Lancer
  - episodio Child of Rock and Sunlight
- Hawaii Five-O
- Cry Rape (1973)
- Police Story (1973)
- Barnaby Jones (1973)
- The Streets of San Francisco
- Ironside
  - episodio But When She Was Bad
  - episodio Too Many Victims
- Quincy, M.E. (1976)
- Executive Suite
- Bronk
- Kate McShane
- The Family Holvak
- Thunder and Lightning (1977)
- Yesterday's Child (1977)
- Avalancha (1978)
- La mujer policía
  - episodio The Young and the Fair
  - episodio Do You Still Beat Your Wife? 
  - episodio The Lifeline Agency
  - episodio Broken Angels
- Lou Grant
- Stone (1979)
- The Return of Frank Cannon (1980)
- Stone
- The Man in the Santa Claus Suit
- The Rockford Files
  - episodio No-Fault Affair
  - episodio The Man Who Saw the Alligators
  - episodio The Empty Frame
- Trapper John, M.D.
  - episodio The Shattered Image
  - Episodio piloto The Murder of Sherlock Holmes (1984)
- Jessie
- Hunter
- The Paper Chase
  - episodio Billy Pierce
- Hill Street Blues
  - episodio Hair Apparent
  - episodio Goodbye, Mr. Scripps
  - episodio Jungle Madness
- Legmen
- Scarecrow and Mrs. King
  - episodio Always Look a Gift Horse in the Mouth
- Whiz Kids
  - episodio Programmed for Murder
  - episode Fatal Error
  - episode Deadly Access
- Gavilan
- Tucker's Witch
- Matt Houston
- The Powers of Matthew Star
- Capitol
- Simon & Simon
- McClain's Law
- Magnum P.I.
- Beverly Hills Cowgirl Blues (1985)
- Brass (1985)
- Code Name: Foxfire
- Code Name: Foxfire (1985)
- Otherworld
- Murder, She Wrote
  - episodio Deadly Lady
- I-Man (1986)
- Infiltrator (1987)
- Destination America (1987)
- The Last Fling (1987)
- The Ann Jillian Story (1988)
- J.J. Starbuck
- CBS Summer Playhouse
  - episodio Infiltrator
- Moment of Truth: Stalking Back (1993)
- FBI: The Untold Stories
- Unsub
- The New Lassie
- Supercarrier
- The Search (1994)
- Men Who Hate Women & the Women Who Love Them (1994)

## Como actor
- A Time Out of War (1954)
- La noche del cazador (1955)
- Rebelde sin causa (1955)
- Alfred Hitchcock Presents: episodio "Jonathan" (1956)
- Darby's Rangers (1958)
- Party Girl
- The Chapman Report (1962)
- Quarantined (2009)